# Дода флоаре/Ин градиница суп нук
„Дода флоаре/Ин градиница суп нук“ јесте сингл са пјесмама Слободана Домаћиновића и Слободанке Цице Благојевић из 1979. године, у издању Београд диска. Сингл је снимљен уз инструменталну пратњу Оркестра Манојла Благојевића. На њему се налазе пјесме:
1. Дода флоаре (Dodă floare – Драги цвијете)
2. Ин градиница суп нук (În grădinică sup-nuk – У баштици, под орахом)